# Claudia Conte Martínez
Claudia Conte Martínez   (Benicàssim, 14 de novembre de 1999) és una atleta valenciana. Va guanyar una medalla de plata al Campionat Europeu d'Atletisme Sub-23 de 2021 de Tallinn, a la prova d'heptatló.